# پارادوکس لیبرالیسم

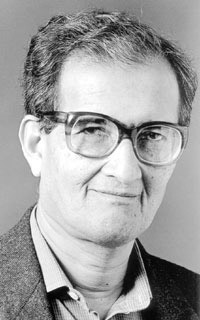
آمارتیا_سن، اقتصاددان هندی و برنده جایزه نوبل.

تناقض لیبرالیسم یا تناقض آزادی یا تناقض سن تناقضی منطقی است که توسط آمارتیا سن کشف شد و بیان می‌دارد که هیچ سامانهٔ اجتماعی‌ای نمی‌تواند به‌طور همزمان:
1. متعهد به حداقل احساسی از آزادی باشد؛
2. همواره منجر به نوعی کارایی اقتصادی موسوم به کارایی پارتو شود؛ و
3. در هر جامعه‌ای بتواند عمل کند.

این تناقض جنجال‌برانگیز است چون به نظر می‌رسد با ادعای لیبرالیسم کلاسیک مبنی بر اینکه بازارها هم بهینه و کارایند و هم به آزادی فردی اعضای جامعه احترام می‌گزارند، در تناقض باشد. به گفتهٔ سن اگر مراد از کلمهٔ کارایی در لیبرالیسم کلاسیک، کارایی پارتو است، به تناقض برمی‌خوریم و این مدعا نمی‌تواند صحت داشته باشد.
این تناقض در بسیاری از جنبه‌ها مشابه قضیهٔ عدم امکان ارو است و از همان فنون ریاضیاتی سود می‌برد.

## کارایی پارتو
در هر فرایند اجتماعی، توزیع معینی از کالا یا خروجی کارایی پارتو دارد اگر هیچ راهی نتوان یافت که سهم کسی را بدون ضرر رساندن به کس دیگری بهبود دارد؛ مثلاً فرض کنید مادری ۱۰۰۰ تومان پول دارد و می‌خواهد آن را به دو فرزندش بدهد. فرزندان نسبت به یگدیگر حسادت نمی‌ورزند. همهٔ توزیع‌های زیر کارایی پارتو دارند:
| امیر       | ریما      |
| ---------- | --------- |
| ۵۰۰ تومان  | ۵۰۰ تومان |
| ۱۰۰۰ تومان | هیچ       |
| ۲۰۰ تومان  | ۸۰۰ تومان |

اما توزیعی که در آن به امیر ۲۰۰ تومان و به ریما نیز ۲۰۰ تومان داده شود و ۶۰۰ تومان هدر رود کارایی پارتو ندارد چون این امکان وجود داشت که مادر آن ۶۰۰ تومان را به هر یک از فرزندان بدهد و آن فرزند بدون ضرر رسیدن به فرزند دیگر، سهم بیشتری ببرد.
در اقتصاد از کارایی پارتو به عنوان حداقل احساسی از کارایی اقتصادی استفاده می‌شود. اگر نتیجهٔ فرایندی کارایی پارتو نداشته باشد، ناکارا و نابهینه خوانده می‌شوند چون راه‌های دیگری در دسترس بود که می‌توانست سهم برخی از افراد را بدون ضرر رساندن به دیگران بهبود دهد.
این دیدگاه که نتایج بازارها کارایی پارتو دارند، توجیهی مهم و محوری در طرفداری از سرمایه‌داری است که در حوزه‌ای مطالعاتی موسوم به نظریهٔ تعادل عمومی تبیین شده و اولین قضیهٔ بنیادی اقتصاد رفاه در نظر گرفته می‌شود. در نتیجه در توجیه‌های لیبرترین‌ها در طرفداری از بازارهای آزاد و تنظیم‌نشده سهم بسزایی دارد.

## دو مثال

### مثال اصلی سن
مثال اصلی سن جامعه‌ای ساده متشکل از تنها دو نفر و تنها یک مسئلهٔ اجتماعی بود. آن دو نفر صالح و طالح نام دارند. در این جامعه تنها یک نسخه از کتاب عاشق لیدی چترلی موجود است و کتاب را باید یا «طالح بخواند» یا «صالح بخواند» یا «نخوانده دور انداخت».
فرض کنید طالح به این دست کتب علاقه دارد و ترجیح می‌دهد که به جای دور انداختن کتاب، خودش آن را بخواند. اما از روی بدجنسی از اینکه صالح مجبور به خواندن آن کتاب شود بیشتر از همه لذت می‌برد. از سوی دیگر، صالح فکر می‌کند که این دست کتب، قبیح و مستهجن هستند و باید دور انداخته شوند. اما اگر قرار باشد کسی آن را بخواند، ترجیح می‌دهد که خودش آن را بخواند نه طالح، چون معتقد است که خواندن آن کتاب از روی لذت شنیع‌تر از خواندن همان کتاب از روی نفرت است.
یک برنامه‌ریز اجتماعی با توجه به ترجیحات این دو نفر، باید تصمیم بگیرد که با کتاب چه کار کند: آن را «به طالح دهد» یا «به صالح دهد» یا «نخوانده دور بیندازد»؟ برنامه‌ریز باید هر سه گزینهٔ ممکن را بر حسب خواست جامعه رتبه‌بندی کند. برنامه‌ریز تصمیم می‌گیرد که به حقوق فردی آن دو متعهد بماند یعنی انتخاب هر کس برای خودش مرجح بر انتخاب دیگری برای او باشد. به عبارتی دیگر انتخاب بین «طالح بخواند» یا «نخوانده دور انداخته شود» دست طالح باشد و انتخاب بین «صالح بخواند» یا «نخوانده دور انداخته شود» دست صالح باشد.
برنامه‌ریز با در نظر گرفتن همهٔ این شرایط در نهایت اعلام می‌کند که بنا برخاست طالح، گزینهٔ «طالح بخواند» در مرتبه‌ای بالاتر از «نخوانده دور انداخته شود» قرار می‌گیرد و بنا برخاست صالح، گزینهٔ «نخوانده دور انداخته شود» در مرتبه‌ای بالاتر از «صالح بخواند» قرار می‌گیرد. در نتیجه «طالح بخواند» در مرتبه‌ای بالاتر از «صالح بخواند» قرار می‌گیرد (ترایایی) و برنامه‌ریز کتاب را برای خواندن به طالح می‌دهد.
دقت کنید که نتیجهٔ نهایی، نه مطلوب طالح بود و نه صالح، زیرا هر دو گزینهٔ «صالح بخواند» را بیشتر ترجیح می‌دادند. نتیجهٔ نهایی «مادون پارتو» است زیرا امکان حاصل شدن نتیجهٔ مطلوب‌تری وجود داشت.

### مثال گیبارد
الن گیبارد فیلسوف نیز مثال دیگری زده‌است. دو نفر به نام‌های حمرا و خضرا همسایهٔ دیوار به دیوار یکدیگرند. حمرا رنگ قرمز را دوست دارد و از رنگ آبی متنفر است. خضرا رنگ سبز را دوست دارد و از رنگ زرد متنفر است. اگر قرار باشد هر کس مستقل از دیگری رنگ در خانهٔ خودش را انتخاب کند، هر یک رنگ مورد علاقه‌اش را برمی‌گزیند. اما حمرا از خضرا عمیقاً متنفر است و حاضر است رنگ آبی در خانهٔ خودش را تحمل کند به شرط آنکه در خانهٔ خضرا زرد شود. خضرا هم از حمرا عمیقاً متنفر است و حاضر است رنگ زرد در خانهٔ خودش را تحمل کند به شرط آنکه در خانهٔ حمرا آبی شود.
اگر هر کس آزاد باشد که رنگ در خانهٔ خودش را خودش انتخاب کند، حمرا قرمز را و خضرا سبز را انتخاب خواهد کرد. اما این نتیجه کارایی پارتو ندارد زیرا هم حمرا و هم خضرا گزینهٔ «آبی شدن درب خانهٔ حمرا و زرد شدن درب خانهٔ خضرا» را بیشتر می‌پسندیدند. در نتیجه دادن آزادی به آنان برای انتخاب رنگ در خانه‌شان منجر به نتیجه‌ای نامطلوب شده‌است. اگر هیچ‌کدام در انتخاب رنگ در خانهٔ خودشان آزاد نبودند، نتیجه‌ای مطلوب‌تر و کاراتر حاصل می‌گشت.
می‌توان ترجیح حمرا را با نماد {\displaystyle \prec _{H}} (H برای ح) و ترجیح خضرا را با نماد {\displaystyle \prec _{X}} (X برای خ) نمایش داد. هر گزینه را می‌توان به صورت یک زوج مرتب نمایش داد: (رنگ در خانهٔ حمرا، رنگ در خانهٔ خضرا). بنابراین ترجیحات حمرا از قرار زیر خواهند بود:
(قرمز، زرد) {\displaystyle \prec _{H}} (آبی، زرد) {\displaystyle \prec _{H}} (قرمز، سبز) {\displaystyle \prec _{H}} (آبی، سبز)
و ترجیحات خضرا:
(آبی، سبز) {\displaystyle \prec _{X}} (آبی، زرد) {\displaystyle \prec _{X}} (قرمز، سبز) {\displaystyle \prec _{X}} (قرمز، زرد)
اگر هر کس آزادانه و مستقل از دیگری دست به انتخاب بزند نتیجهٔ (قرمز، سبز) حاصل می‌شود حال آنکه هر دو نفر نتیجهٔ (آبی، زرد) را بیشتر می‌پسندیدند؛ لذا نتیجهٔ نهایی کارایی پارتو ندارد.